# Кухаривка
Ку́харивка — село в Ейском районе Краснодарского края России. Административный центр Кухаривского сельского поселения.

## География
Село расположено в степной зоне, в 11 км к юго-западу от Ейска. Через село проходит автомобильная дорога «Ейск—Камышеватская».
Уличная сеть
пер. Азовский, ул. Восточная, ул. Гоголя, пер. Кирпичный, ул. Красноармейская, ул. Мира, пер. Молодёжный, ул. Московская, ул. Одесская, ул. Победы, ул. Почтовая, ул. Российская, ул. Ростовская, ул. Садовая, ул. Советов, ул. Солнечная, ул. Социалистическая, ул. Юбилейная.

## История
Хутор Кухаривский появился в 1910 году на дополнительном наделе станицы Новомышастовской, назван в честь атамана Ейского отдела генерал-майора А. Я. Кухаренко, сына Я. Г. Кухаренко.

## Население
| 2002 | 2010  |
| ---- | ----- |
| 1983 | ↗2047 |

## Инфраструктура
Администрация поселения, школа, почта, детский сад, амбулатория, дом культуры. Развито сельское хозяйство.

## Транспорт
Из села Кухаривка ежедневно в город Ейск ходит автобус «Ейск-Кухаривка» № 153. Также через село Кухаривка проходят следующие автобусы: «Ейск-Мирный» и № 107 «Ейск-Камышеватская»